# Sancho III de Castela
Sancho III de Castela o Desejado (1134 – Toledo, 31 de Agosto de 1158) foi rei de Castela e Toledo desde 21 de Agosto de 1157 até à sua morte, pouco mais de um ano volvido. Era o filho mais velho de Afonso VII e de Berengária de Barcelona, tendo recebido o Reino de Castela por morte do pai, que dividira a sua herança também com o seu irmão mais novo Fernando (o qual receberia o Reino de Leão).
Conseguiu com que Raimundo Berengário IV, conde de Barcelona e rei consorte de Aragão se reconhecesse seu vassalo e ratificasse a devolução de Saragoça e demais praças ocupadas em terras aragonesas.
Protegeu o reino da invasão de Sancho VI de Navarra e instituiu a Ordem de Calatrava, confiando a defesa de Calatrava ao abade Raimundo de Fitero [es], fundador da ordem.
Assinou com o irmão Fernando II de Leão o Tratado de Sahagún, prevendo a repartição das conquistas aos mouros para sul, bem como uma eventual repartição do território português.
Deixou como herdeiro o único filho gerado da sua esposa Branca de Navarra, Afonso VIII. Pouco depois da sua morte, nasceu uma luta pelo poder em Castela entre as famílias Lara e Castro. Contudo, o jovem sucessor conseguiu impor-se às famílias rivais.